# Trap (glazba)
Trap je vrsta glazbe koja je nastala tijekom 1990-ih godina u južnom dijelu Sjedinjenih Američkih Država. 
Tipični instrumenti su bubanj, sintesajzer i udaraljke.

## Karakteristike
Trap glazba je definirana svojom zlokobnom, sumornom atmosferom i odlučnim tekstovima koji variraju prema izvođaču. Tekstovi pjesama se najčešće rade o teškome životu. 
Na njemu je istaknut zvuk tijekom sredine i kasnih 2000-ih. Teme su: siromaštvo, nasilje i oštro iskustvo života u gradskom okruženju. Ritam glazbe uglavnom iznosi oko 140 BPM.

## Povijest
Pojam "trap" odnosi se na mjesto gdje se droga nabavlja i preprodaje te težina bijega iz takvog života. Izraz je nastao u Atlanti, (Georgia), gdje su reperi: Cool Breeze, Dungeon Family, Outkast, Goodie Mob i Ghetto Mafia bili neki od prvih koji koriste termin "trap" u svojoj glazbi. Tijekom ranih, do sredine 2000-ih, ta se glazba počela pojavljivati kao žanr nakon brojnih uspjeha niza albuma i singlova s tekstovima koji su pokrivali teme o životu, bavljenju drogom i "borbi za uspjeh".

## Poznatiji glazbenici
Među najpoznatijim stranim trap glazbenicima i skupinama su: Gucci Mane, Wiz Khalifa, Drake, Chief Keef, Lil Durk, Waka Flocka Flame, Lil Reese, Travis Scott, Future, Young Thug, Kanye West, Post Malone, Rae Sremmurd, Migos, 21 Savage, Fetty Wap, Lil Yacthy, Lil Uzi Vert, Kodak Black, Denzel Curry, XXXTentacion, Ski Mask the Slump God, Smokepurpp, Lil Pump, 6ix9ine, Trippie Redd, Juice Wrld, Lil Xan, Cardi B, Playboi Carti, A-Boogie Wit Da Hoodie, NAV, Gunna, Lil Baby, Tory Lanez, Lil Skies, Lil Gnar, Roddy Richh, DaBaby, Pop Smoke, Lil Nas X, Lil Tjay, Don Toliver, YoungBoy Never Broke Again, Polo G, King Von, Lil Tecca, Lil Mosey, NLE Choppa, G Herbo, Fivio Foreign, 42 Dugg, KSI, The Kid Laroi, 24kGoldn, Central Cee, Moneybagg Yo, $not, Lil Loaded, Scorey, Yeat, Nardo Wick te drugi.
Neki od poznatijih domaćih i regionalnih trap glazbenika i skupina su: Grše, Hiljson Mandela, Goca R.I.P., Relja, Jala Brat, Buba Corelli, Rasta, Corona, Rimski, Senidah, KUKU$, Breskvica, Voyage, z++, High5, Cvija, Coby, Fox, Klinac, Devito, Dino Blunt, Sjena, BUNTAI, 30Zona, Ba$ha, Podočnjaci, Baks, Desingerica, Bore Balboa i Peki.
Napomena: Na listi su navedeni i glazbenici čija glazba sadrži određene elemente trap glazbe.